# Dorohoi
Dorohoi este un municipiu în județul Botoșani, Moldova, România, format din localitățile componente Dealu Mare, Dorohoi (reședința), Loturi Enescu și Progresul.
Acesta se află pe malul râului Jijia la 36 de km de municipiul Botoșani, care este reședința județului cu același nume. La recensământul din anul 2011 avea o populație de 24.309 locuitori.

## Așezare geografică

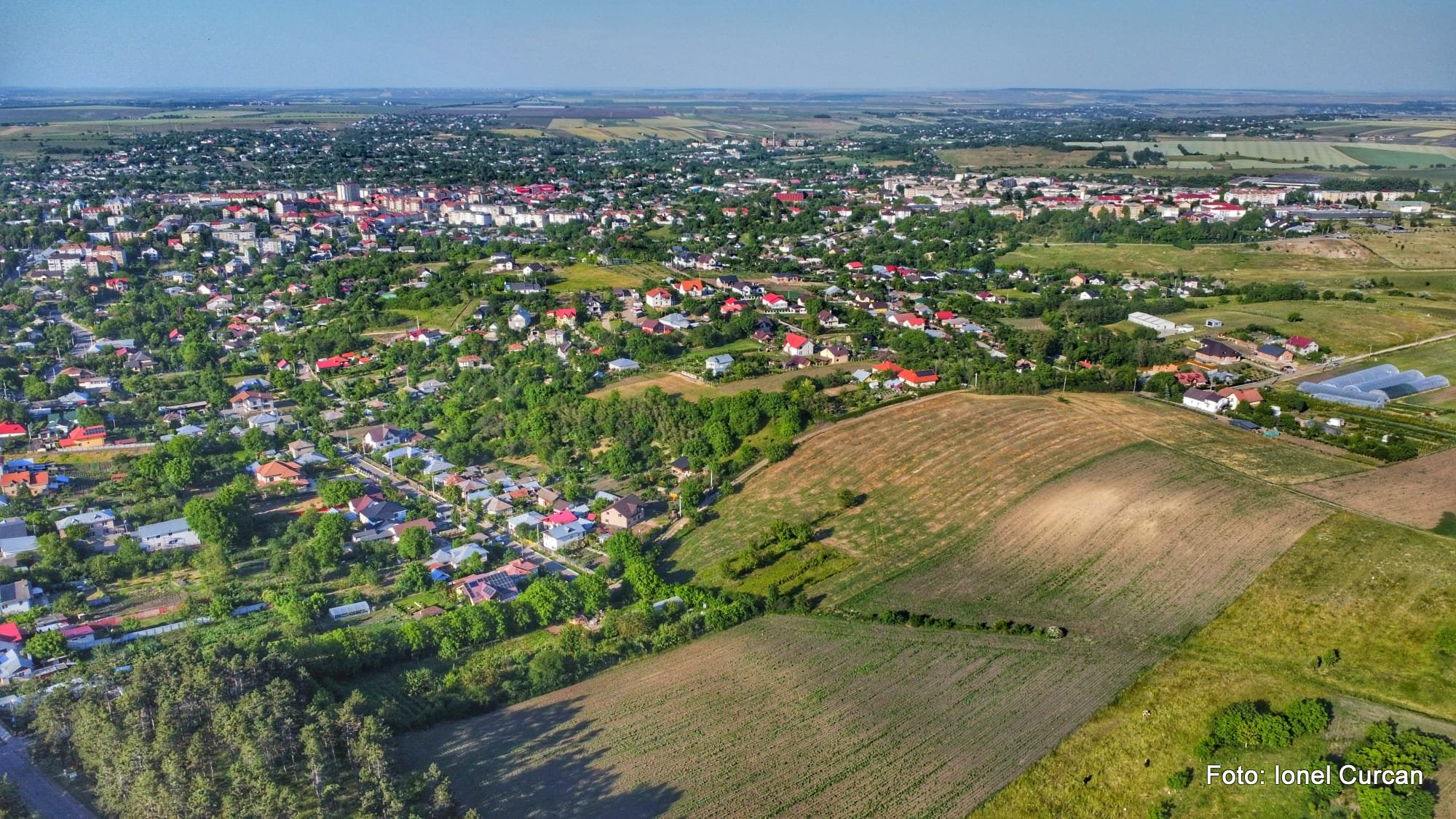
Municipiul Dorohoi, văzut de sus

Municipiul Dorohoi, reședința fostului județ cu același nume, se află așezat în partea de nord-vest a Câmpiei Moldovei de Sus, în Județul Botoșani, la contactul Câmpiei Jijiei Superioare cu Dealurile Bour, la confluența râului Jijia cu râul Buhai, la 200 m altitudine pe malul drept al râului Jijia. Din punct de vedere geografic, orașul este așezat în partea de nord est a României, în zona de contact dintre regiunea de dealuri înalte Bourul-Ibănești de pe stânga văii Siretului și Câmpia Moldovei pe cursul superior al râului Jijia. Dealurile de la nord, nord-vest și vest de oraș sunt Măgura Ibănești (385m), Pietriș-Dersca (472m), Hapăi (472m). Spre vest, la 15 km, este valea Siretului iar spre nord-est, la 35–40 km este valea Prutului.
Ca poziție pe glob, Dorohoi se află la intersecția paralelei 47°58' N cu meridianul 26°23' E. Așezarea pe această latitudine face ca orașul să primească o cantitate de căldură mai mică decât localitățile din sud, zilele să fie mai lungi cu o jumătate de oră la solstițiu de vară, primăverile să întârzie cu două săptămâni, toamna vine mai devreme și iernile sunt mai lungi.
Relieful este fragmentat de Jijia și afluenții săi: pârâul Buhai și Morii unit cu pâraiele Criva și Ghițăloaia. Înălțimea cea mai coborâtă a reliefului este în albia majoră a Jijiei, 140-150m iar cea mai ridicată pe dealul Tirinca, 193 m.
Clima regiunii este temperat continentală. Temperatura cea mai ridicată a fost înregistrată la 6 aug.1905, 38 °C iar cea mai scăzută, -32,5 °C pe 5 febr. 1940.
Solurile caracteristice sunt cele de silvostepă și stepă. Cernoziomul este tipul predominant de sol.

## Istoric
Prima mențiune documentară datează din 6 oct. 1408. Când boierii moldoveni reînnoiesc în orașul Liov omagiul prestat de Alexandru cel Bun în 1404 regelui Poloniei, fiind semnat de 27 de boieri printre care se afla și Mihail Dorohoianul. La 8 octombrie 1408, Dorohoiul este menționat ca punct vamal pentru negustorii care exportau cai la Camenița. Numele lui Mihail Dorohoianul apare în documentele târgului timp de 27 de ani, între 1407 și 1434. Gh. Ghibănescu îl consideră întemeietorul activității administrative la Dorohoi. În 1495, Ștefan cel Mare zidește aici biserica Sf. Nicolae. În secolul al XV-lea orașul devine centrul administrativ al Moldovei de nord. În 1509 este prădat de poloni iar în 1510 și 1513 de tătari. Refăcut în 1568 devine reședința vornicului țării de sus până în 1778. Din prima parte a secolului al XV-lea se păstrează și pecetea orașului, descoperită de Nicolae Iorga într-un act din 1635. În a doua jumătate a secolului a fost din nou prădat de tătari și pierde mult in importanță. Pentru că nu mai aduce venituri însemnate, domnitorii îl donează boierilor. În 1804 administrarea veniturilor Dorohoiului se face de către Epitropia Casei Spitalelor Sf. Spiridon din Iași.
La 1857 Mihail Kogălniceanu, ca reprezentant al ținutului Dorohoiului și al marilor proprietari, a prezentat în ședința divanului ad-hoc al Moldovei dorințele românilor. În războiul pentru independență dorohoienii și-au adus contribuția lor, monumentul eroului național si local Nicolae Valter Mărăcineanu stând ca mărturie. Monumentul comemorativ din fața primăriei, Ostaș în luptă, a fost ridicat în cinstea celor căzuți în primul război mondial.
În 1896 s-a construit calea ferată Dorohoi-Iași. În 1959 orașul este alimentat cu energie electrică furnizată de uzina proprie iar în 1962 apa a fost adusă cu sacalele. Dintre monumentele istorice se remarcă: biserica Sf. Nicolae din 1495, biserica "Adormirea Maicii Domnului" construită din bârne de stejar pe temelie de piatră în zilele lui Constantin Moruzi Voevod.
Până la instaurarea regimului comunist în România a fost reședința județului Dorohoi. În anul 1968, după împărțirea administrativ-teritorială a țării a devenit oraș în cadrul județului Botoșani și din decembrie 1994 este municipiu.
Pe 1 iulie 1940 unități din armata română, inspirate de propaganda legionară, au inițiat un pogrom împotriva populației evreiești din Dorohoi, inclusiv împotriva unui număr de soldați evrei din armata română. Un raport oficial recunoaște 53 ucideri de evrei (11 femei, 5 copii și restul bărbați). După datele comunității evreiești numărul evreilor omorâți a fost între 165-207. Mulți alți evrei au fost bătuți, torturați și jefuiți. Nimeni dintre făptași nu a fost pedepsit.

## Biserici

### Biserica „Sfântul Nicolae”

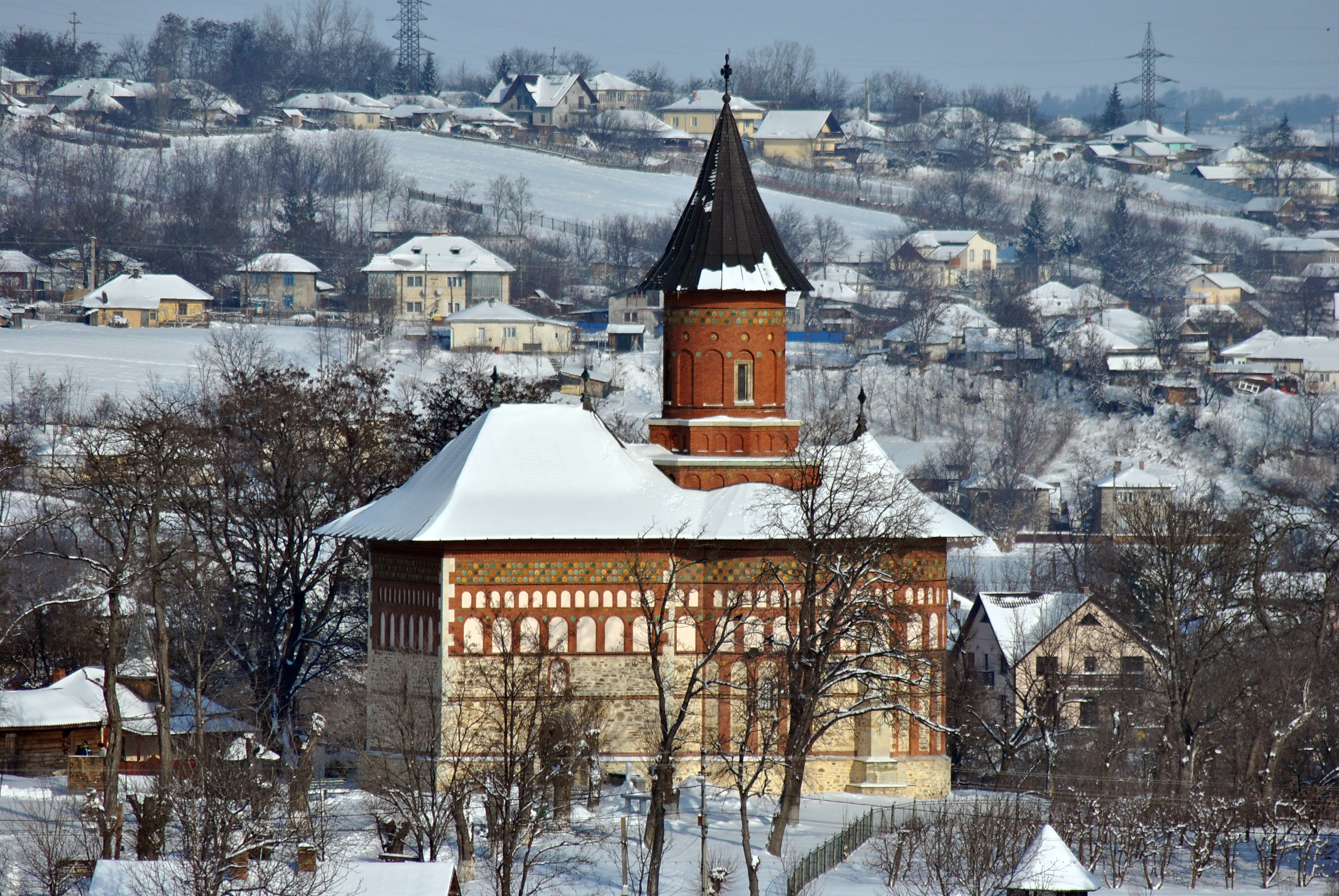
Biserica „Sfântul Nicolae” din Dorohoi

Biserica Sfântul Nicolae din Dorohoi se înscrie în categoria biserilor trilobate construite în ultimii cincisprezece ani ai vieții de către cel mai însemnat domnitor al Moldovei medievale, Ștefan cel Mare și Sfânt. 

### Biserica romano-catolică "Sfântul Iosif Muncitorul" din Dorohoi
Este o biserică romano-catolică care a fost construită în perioada 1905-1906 în Dorohoi, județul Botoșani. Ea se află pe Strada Spiru Haret la nr. 88.

## Demografie
Componența etnică a municipiului Dorohoi
     Români (85,09%)
     Romi (2,02%)
     Alte etnii (0,1%)
     Necunoscută (12,79%)
Componența confesională a municipiului Dorohoi
     Ortodocși (81,77%)
     Penticostali (2,36%)
     Creștini după evanghelie (1,04%)
     Alte religii (1,39%)
     Necunoscută (13,44%)
Conform recensământului efectuat în 2021, populația municipiului Dorohoi se ridică la 22.893 de locuitori, în scădere față de recensământul anterior din 2011, când fuseseră înregistrați 24.309 locuitori. Majoritatea locuitorilor sunt români (85,09%), cu o minoritate de romi (2,02%), iar pentru 12,79% nu se cunoaște apartenența etnică. Din punct de vedere confesional, majoritatea locuitorilor sunt ortodocși (81,77%), cu minorități de penticostali (2,36%) și creștini după evanghelie (1,04%), iar pentru 13,44% nu se cunoaște apartenența confesională.
0500010.00015.00020.00025.00030.00035.00019121948196619922011populațiePopulația istorică din Dorohoi
Date: Recensăminte sau birourile de statistică - grafică realizată de Wikipedia

## Politică și administrație
Municipiul Dorohoi este administrat de un primar și un consiliu local compus din 19 consilieri. Primarul, Dorin Alexandrescu[*], de la Partidul Social Democrat, este în funcție din 2008. Începând cu alegerile locale din 2024, consiliul local are următoarea componență pe partide politice:
|  | Partid                          | Consilieri | Componența Consiliului | Componența Consiliului | Componența Consiliului | Componența Consiliului | Componența Consiliului | Componența Consiliului | Componența Consiliului | Componența Consiliului | Componența Consiliului | Componența Consiliului | Componența Consiliului | Componența Consiliului |
|  | ------------------------------- | ---------- | ---------------------- | ---------------------- | ---------------------- | ---------------------- | ---------------------- | ---------------------- | ---------------------- | ---------------------- | ---------------------- | ---------------------- | ---------------------- | ---------------------- |
|  | Partidul Social Democrat        | 12         |                        |                        |                        |                        |                        |                        |                        |                        |                        |                        |                        |                        |
|  | Partidul Național Liberal       | 5          |                        |                        |                        |                        |                        |                        |                        |                        |                        |                        |                        |                        |
|  | Alianța pentru Unirea Românilor | 2          |                        |                        |                        |                        |                        |                        |                        |                        |                        |                        |                        |                        |

## Transport

### Transporturi externe

#### Rutiere
Dorohoi se află la intersecția drumurilor naționale 29B (Botoșani-Dorohoi) și 29A (Suceava-Dorohoi și mai departe de Darabani și de Rădăuți-Prut, localitate aflată la granița cu Republica Moldova, lângă orașul Lipcani).

### Transporturi Interne
Dorohoi are serviciu public local de transport persoane prin curse regulate pe următoarele trasee:
Maxi-Taxi
- Traseul 1: Dealu Mare – B-dul Victoriei – D. Pompeiu – G. Enescu – Mihai Viteazu(Dealu Morii).

- Traseul 2 : Dumbrava Roșie – Calea Plevnei – Duzilor – B-dul Victoriei – D.Pompeiu – G. Enescu – V.Alecsandri – Poștei – Olinescu – 1 Decembrie – Cimitir.

- Traseul 3: Centru – D. Pompeiu – CD Gherea – Sf. Ioan Românul – Loturi Enescu.

- Traseul 4 : Centru – Putreda.

Taxi
Serviciul de taxi în Dorohoi este asigurat de anumite firme specializate.

## Economie
În Dorohoi au existat mai multe complexuri industriale de mari dimensiuni, care înainte de anul 1989 activau predominant în industria de sticlărie și porțelan, industria constructoare de mașini, industria textilă, industria alimentară. 

#### Supermarket-uri
- Penny Market
- Lidl
- Profi

## Sport
Municipiul Dorohoi este reprezentat în fotbal de Inter Dorohoi care activează în Liga a III-a. Echipa joacă meciurile de acasă pe Stadionul Municipal "1 Mai".

## Orașe înfrățite

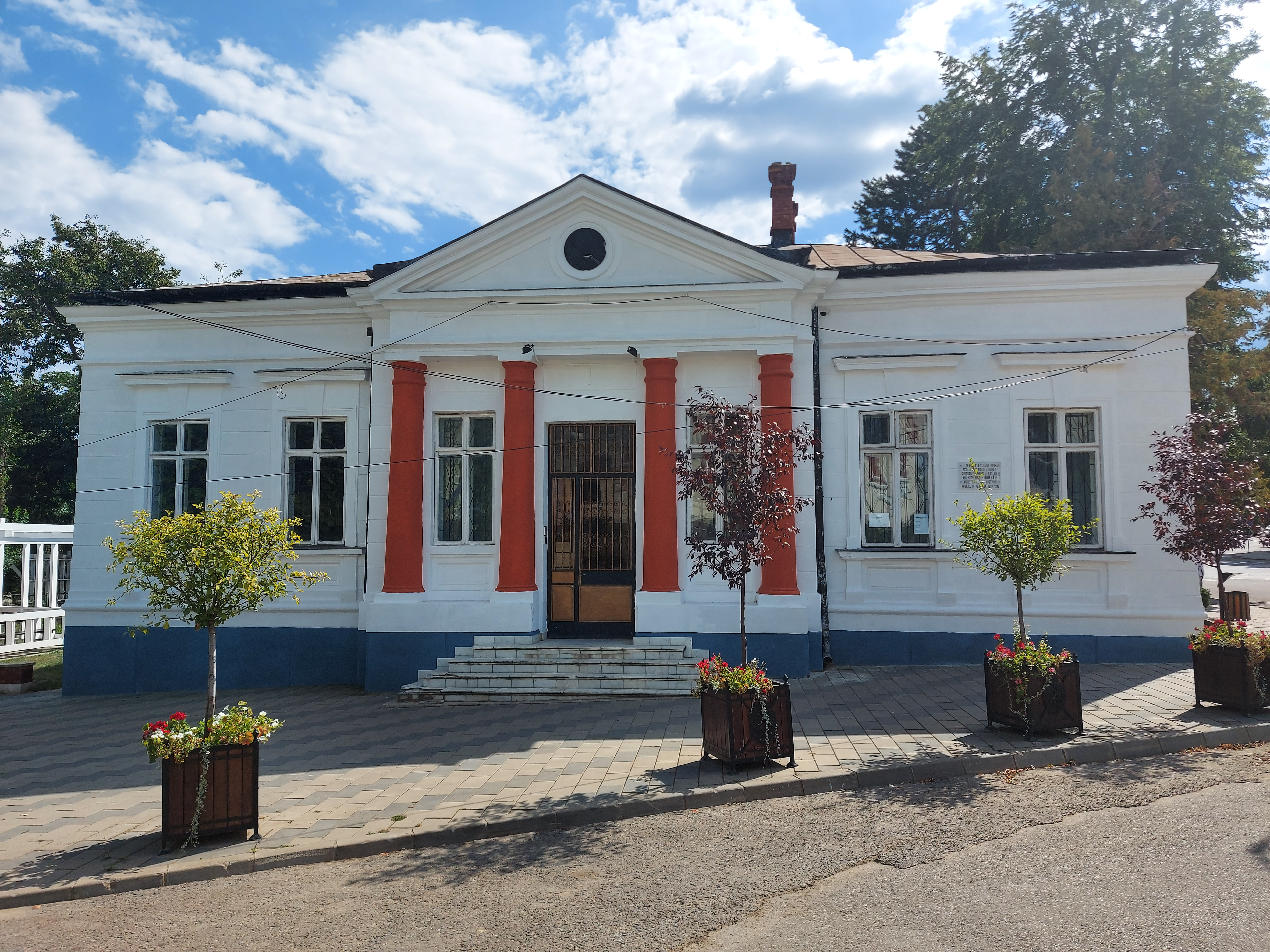
Prima Școală din Dorohoi, unde a învățat în clasele I-II Spiru Haret.

- Ungheni și Drochia, din Republica Moldova
- Cholet, din Franța
- Herța, din Ucraina
- Matte Yehuda, din Israel
- Vaiano, din Italia

## Personalități
- Theodor V. Ionescu (1899-1988), fizician
- Theodor Criveanu (1900-1988), ofițer, "drept între popoare"
- Octavian Cotescu (1931-1985), actor
- Ștefan Tapalagă (1933-1994), actor
- Rodica Tapalagă (1939-2010), actriță
- Dan Condurache (n. 1952), actor
- Gabriel Pintilei (n. 1978), actor
- Octavian Strunilă (n. 1981), actor
- Liviu Iolu (n. 1981), jurnalist
- Fără Zahăr (2001), trupă de muzică și umor

Geologi:
- Vasile C. Buțureanu (1858-1941), geolog și pedagog român.

Medici:
- Gheorghe Plăcințeanu (1894-1982), medic chirurg obstetrician, profesor universitar, reformator și întemeietor de spitale.

Oameni de afaceri:
- Benjamin Abrams (1893–1967), afacerist american născut în România și fondatorul firmei "Emerson Radio & Phonograph"

Oameni de știință:
- Ion Plăcințeanu (1893-1960), matematician, profesor universitar la Universitatea din Iași.

Pictori:
- Ion Murariu (1922-2012), a fost un pictor și unul dintre mai mari acuareliști români.

Regizori:
- Dan Pița (n. 1938), este un regizor și scenarist român.
- Gabriel Pintilei (n. 1978);

Scriitori:
- Păstorel Teodoreanu (1894-1964), fost un poet, avocat, scriitor, publicist român, epigramist, gastronom și iubitor de vinuri, membru de seamă al boemei ieșene și bucureștene.
- Ion Călugăru (1902-1956), a fost un prozator, romancier, dramaturg și gazetar de origine evreiască, avangardist român, parte a mișcării artistice a expresionismului și suprarealismului românesc.
- Augustin Eden (n. 1954), este un poet, eseist, artist plastic și publicist român.
- Moldov (1907-1966), scriitor avangardist
- Madda Holda (1911-2012), pseudonimul Magdalenei Binder Silianu, scriitoare avangardistă

Sportivi: 
- Alexandru Ciucur (n. 1990), fotbalist;
- Vlad-Dragoș Aicoboae (n. 1993), canotor;
- Gheorghe Liliac (n. 1959), fotbalist;
- Sebastian Cozmâncă (n. 1992), kickboxer.

Dirijori :
- Izu Gott (Ionel Gotescu, 1934-2016) – dirijor al orchestrei de muzică populară "Doina Moldovei" din Iași și a corurilor comunităților evreiești din București, Iași și Brăila;

Politicieni:
- Gheorghe Nichita (n. 1956), fost primar al Iașului.
- Gheorghe Stoica (1900 - 1976), politician comunist

## Cultura
- Muzeul de Științele Naturii din Dorohoi este un muzeu județean din Dorohoi.
- Muzeul Memorial „George Enescu” din Dorohoi este un muzeu județean din Dorohoi, amplasat în Str. George Enescu, nr. 81.
- Muzeul Istoriei Evreilor din Moldova de Nord
- Biserica de lemn din Dorohoi cu hramul „Nașterea Maicii Domnului” se află în municipiul cu același nume și a fost ridicată în anul 1779

## Orașul în imagini

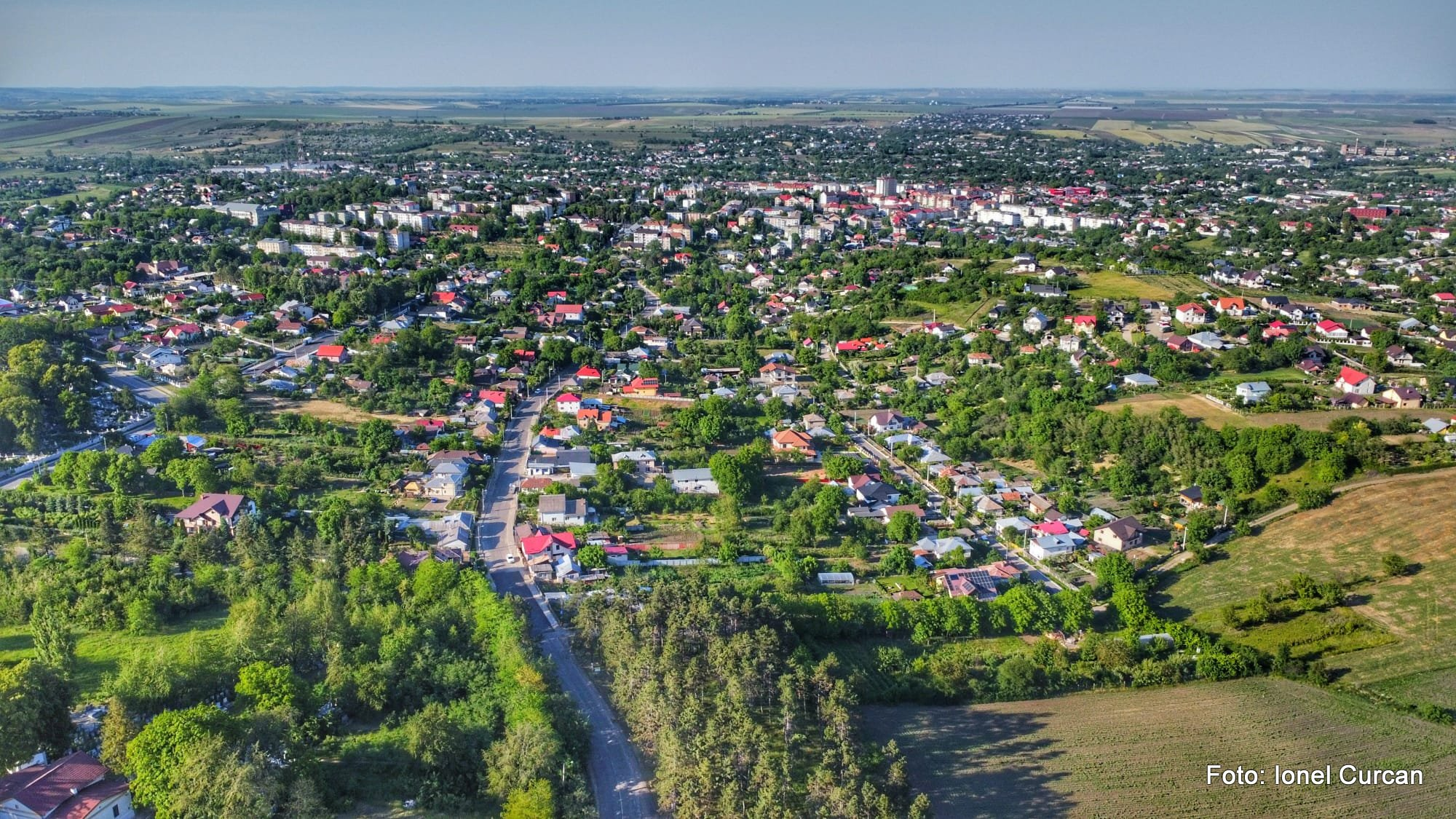
Municipiul Dorohoi, văzut de sus
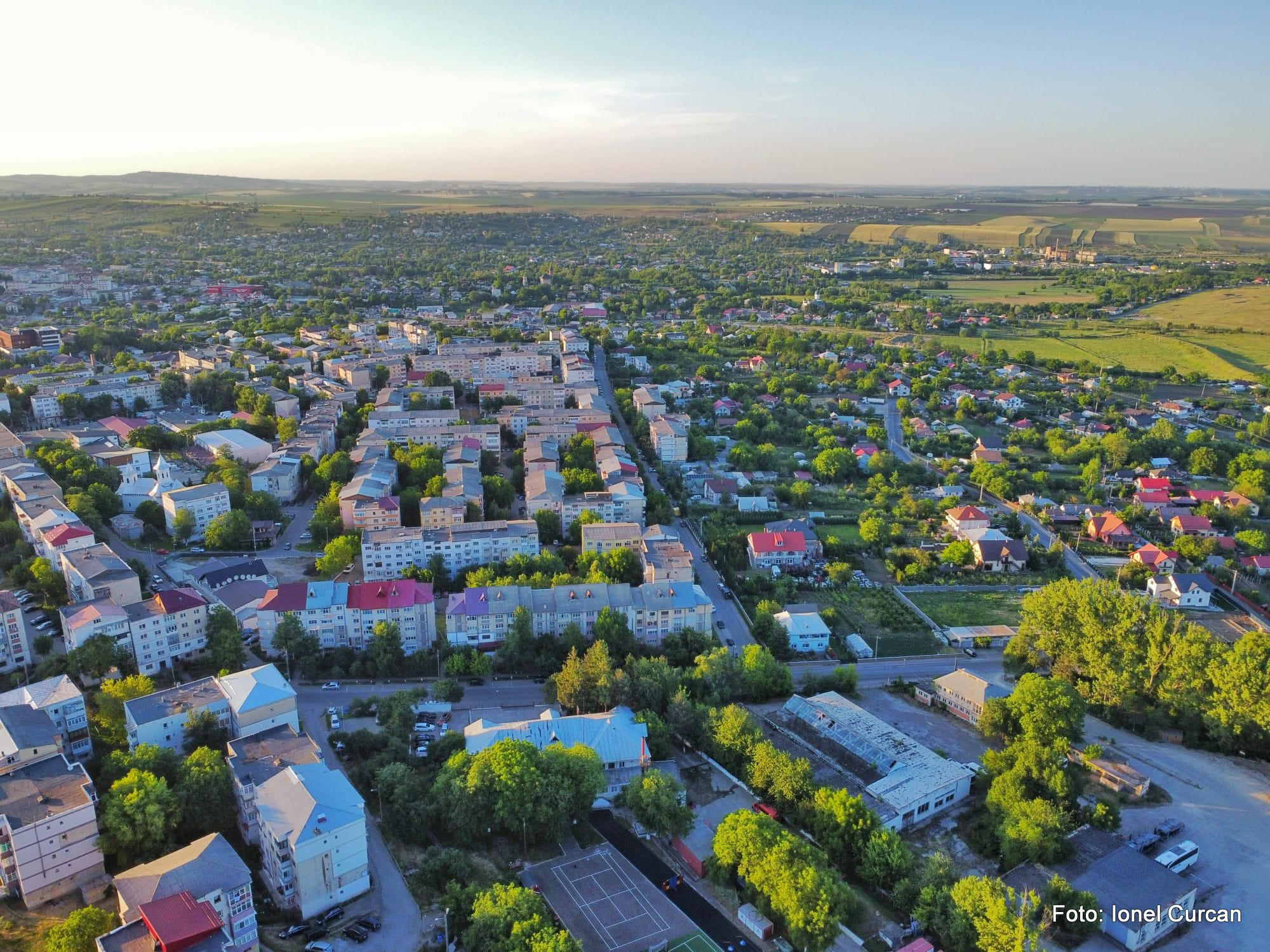
Municipiul Dorohoi, văzut de sus
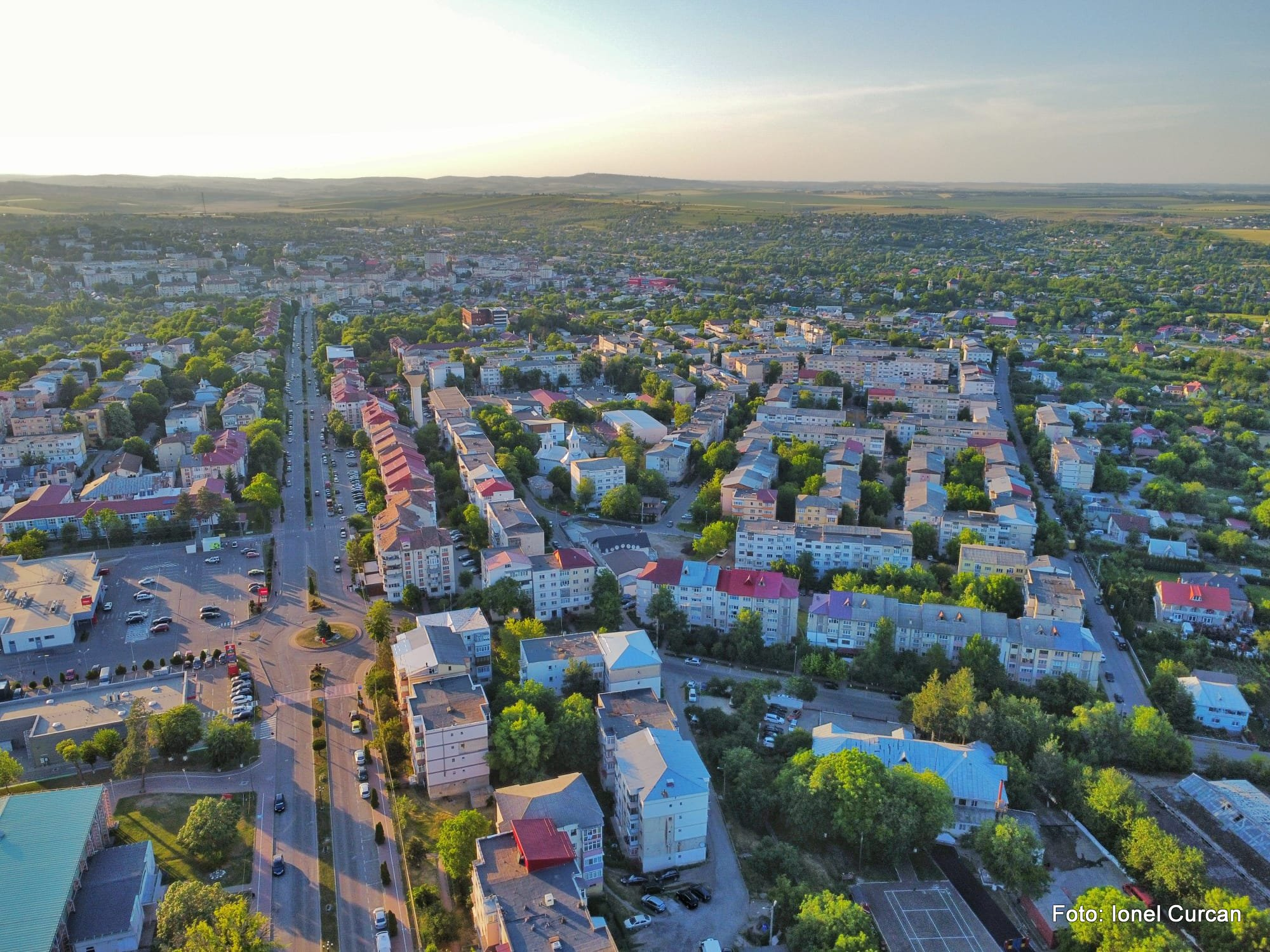
Municipiul Dorohoi, văzut de sus
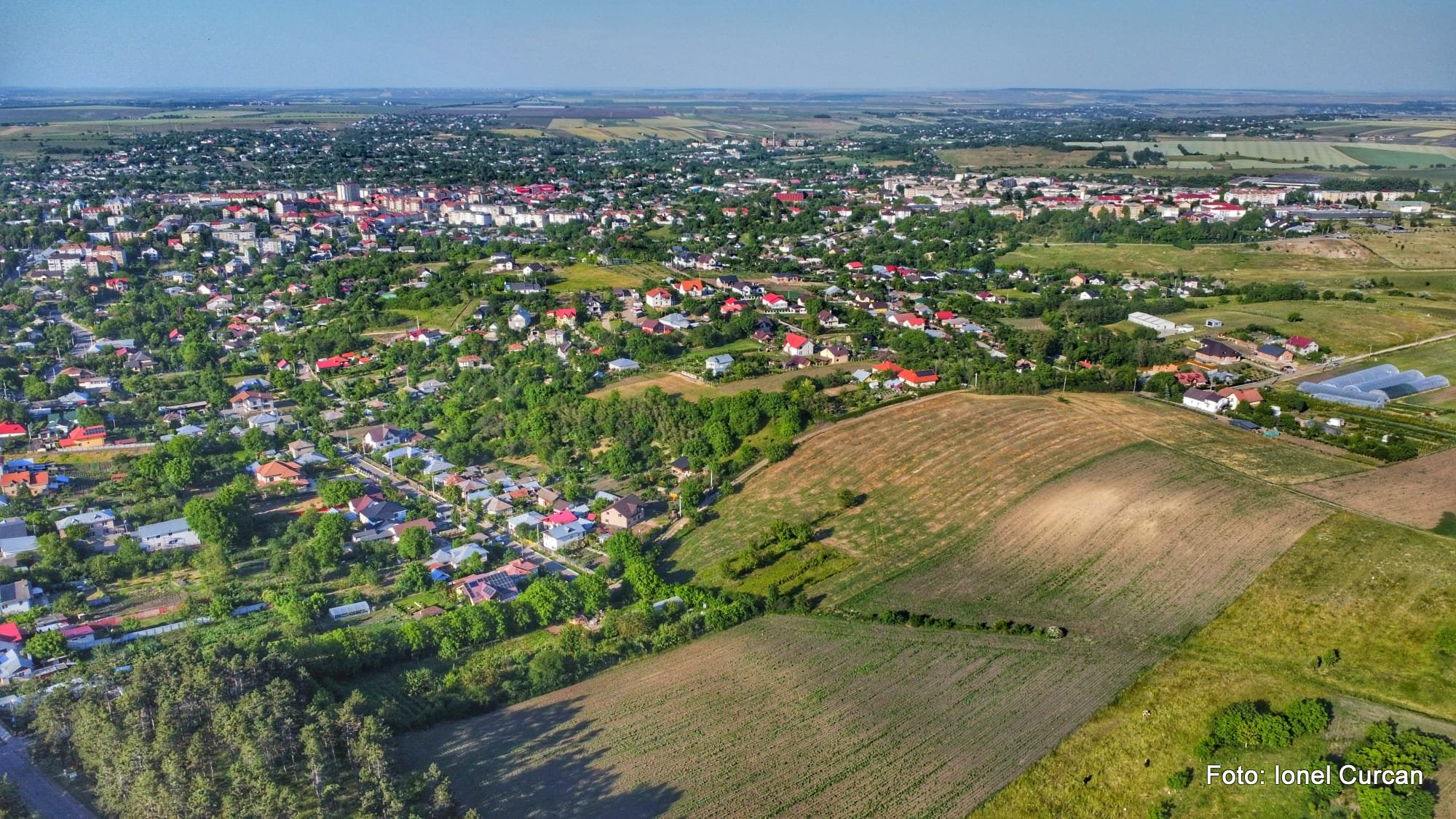
Municipiul Dorohoi, văzut de sus
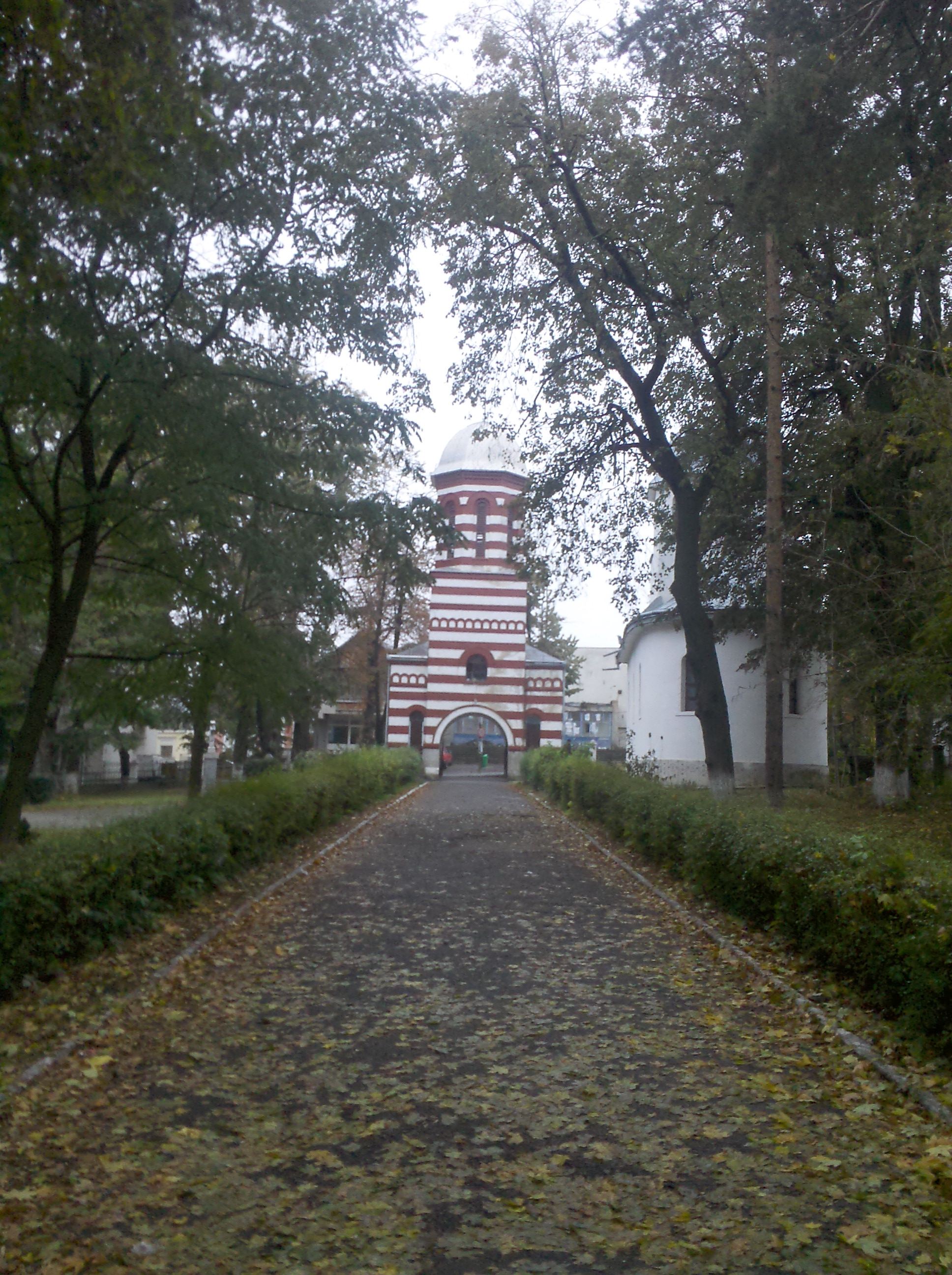
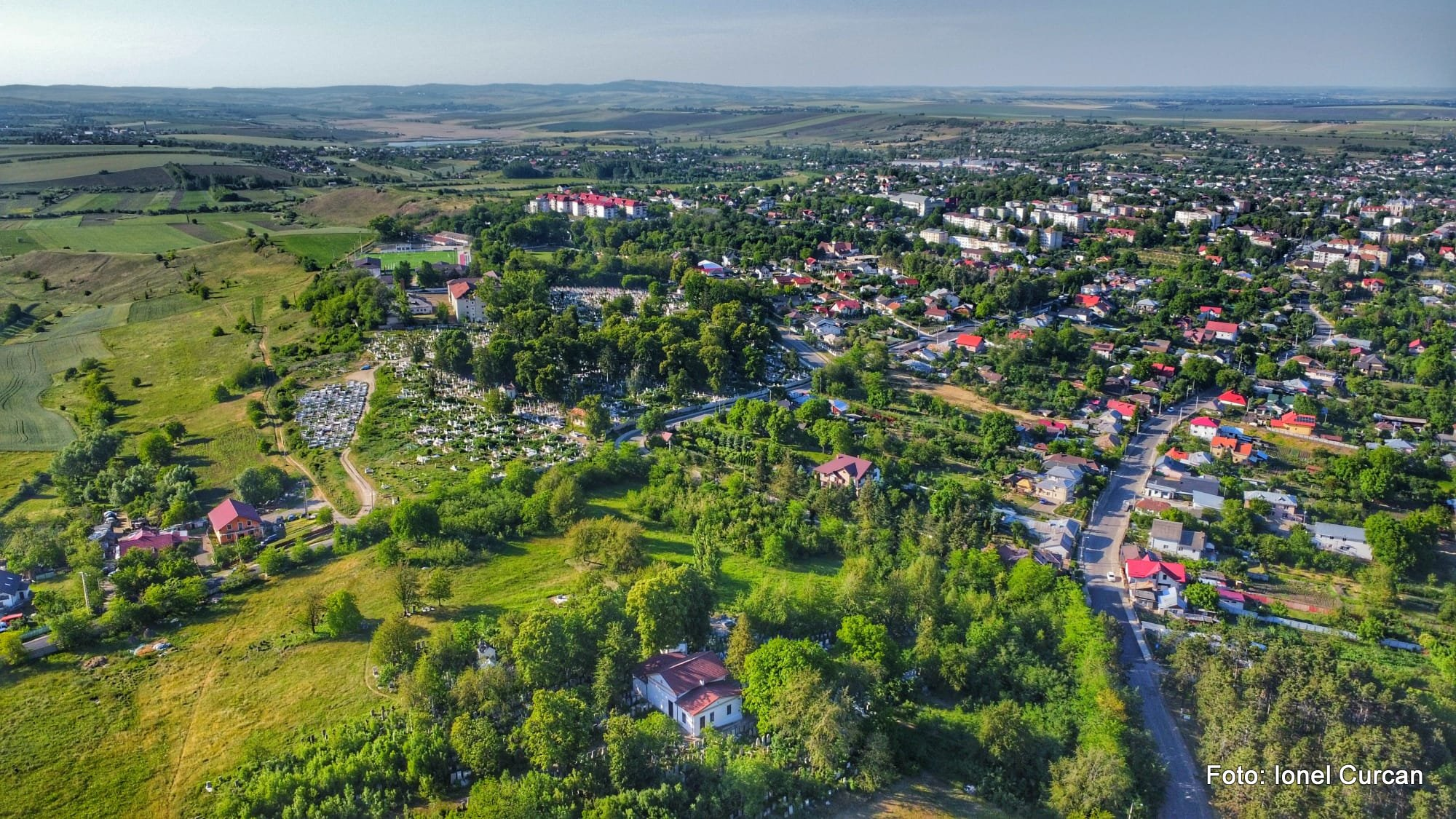
Municipiul Dorohoi, văzut de sus
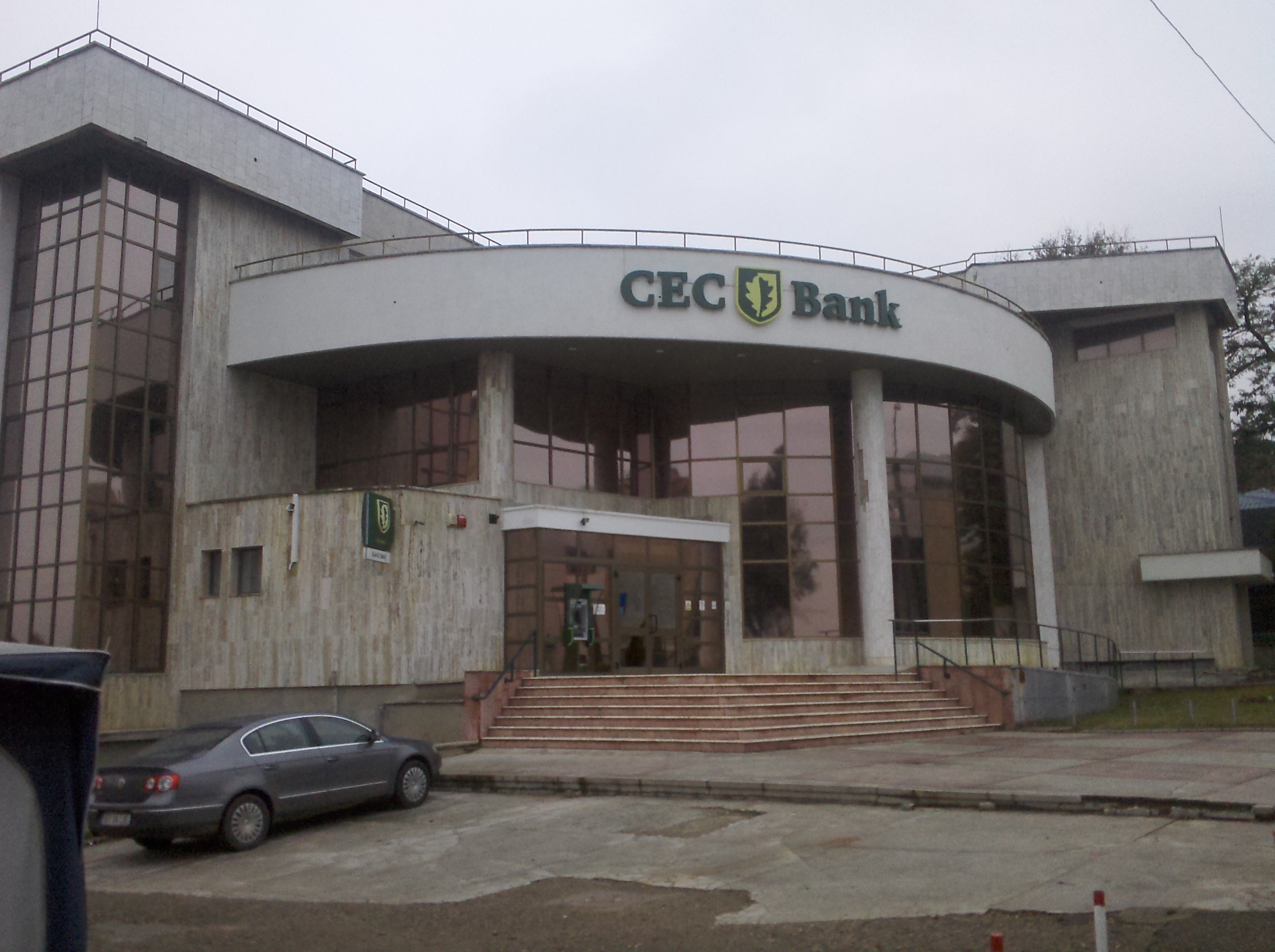
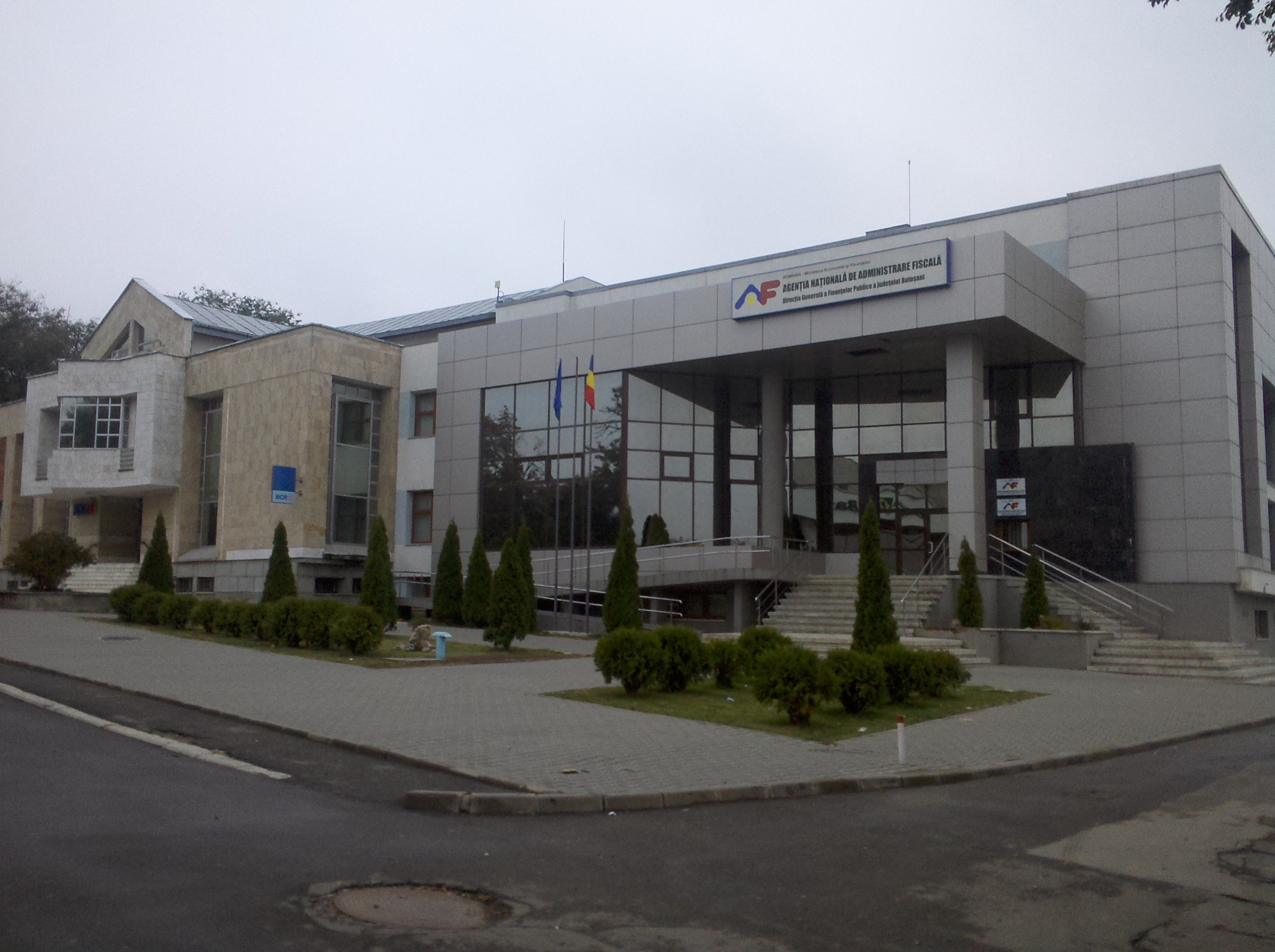
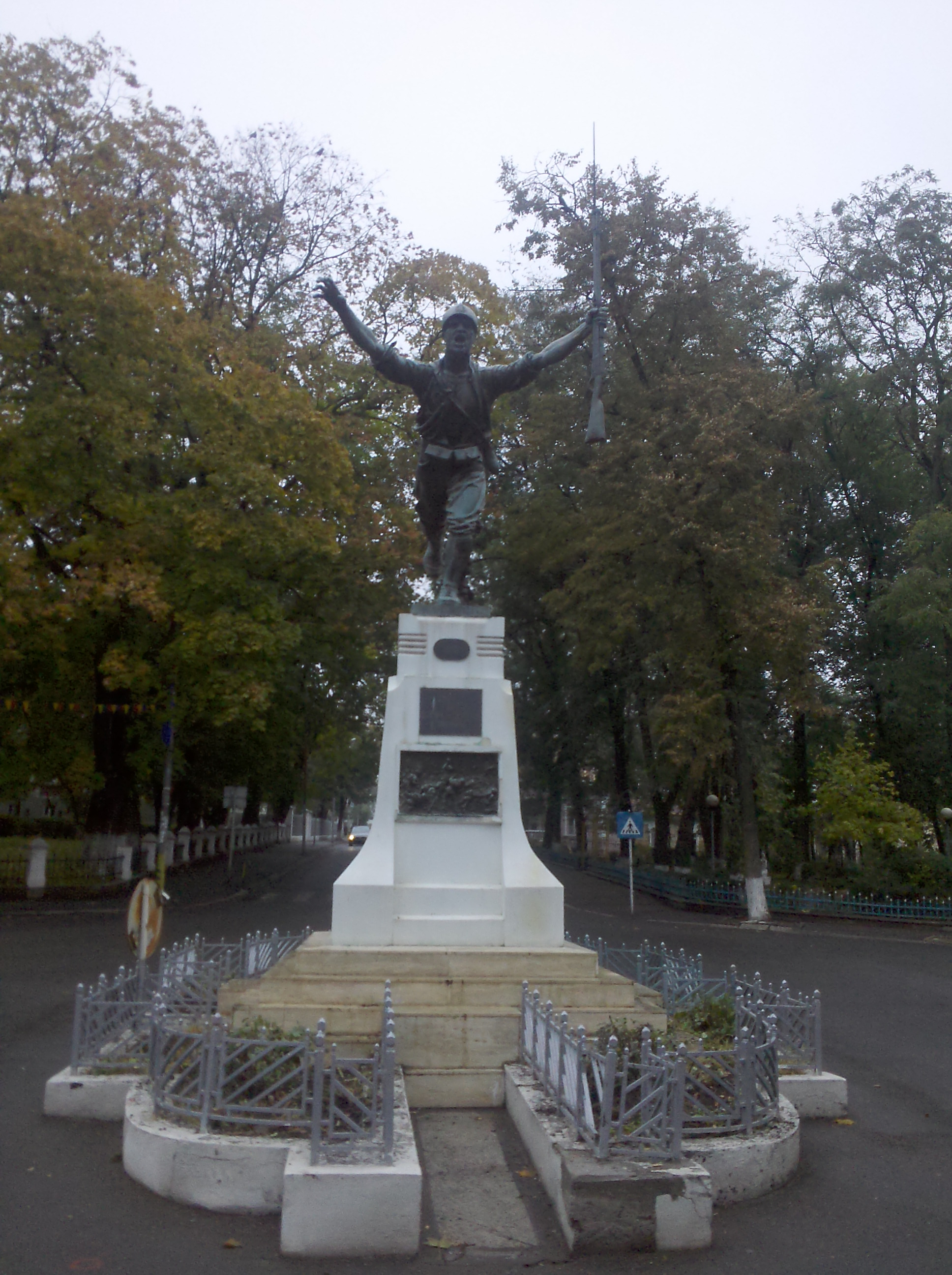
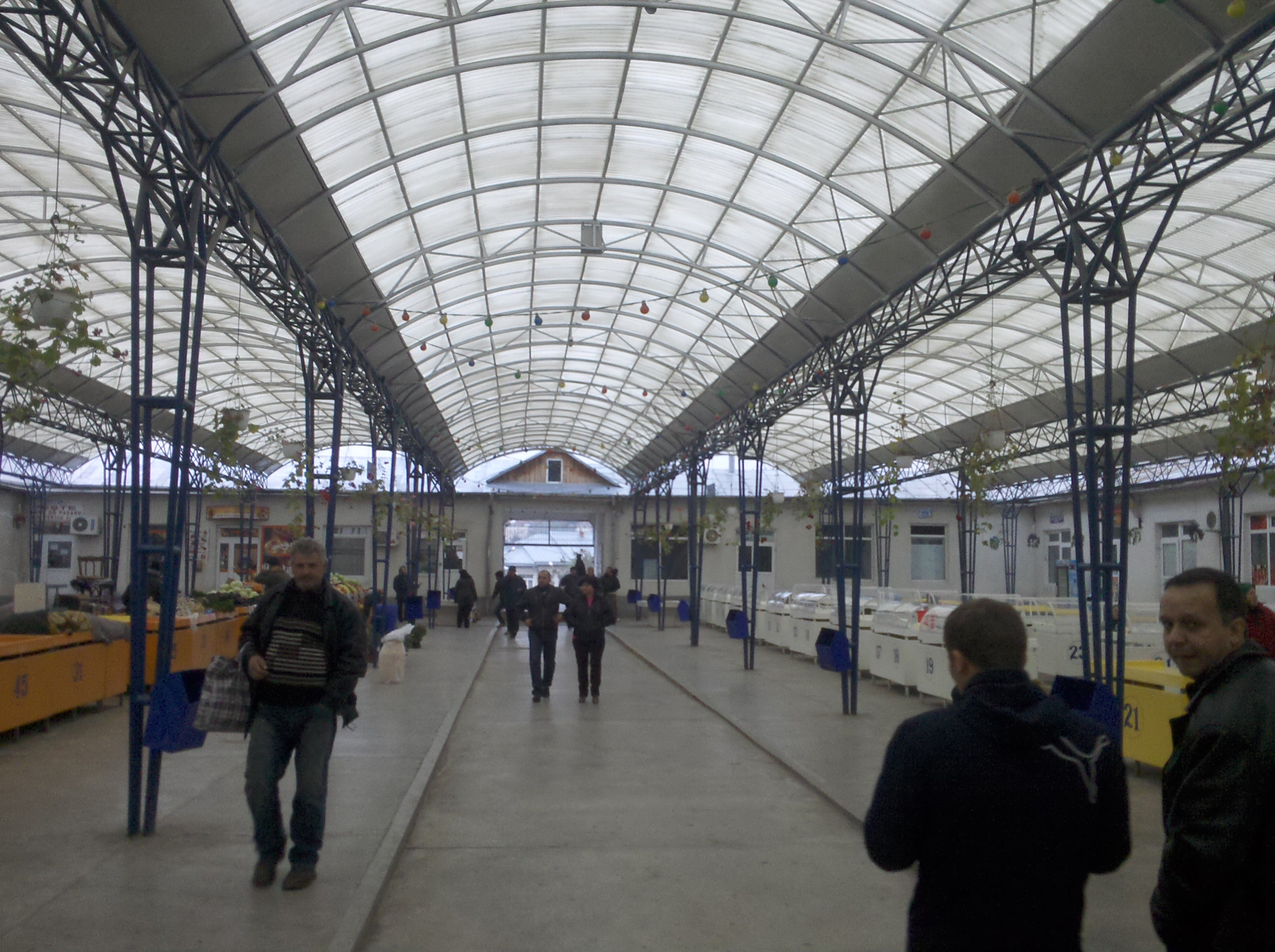
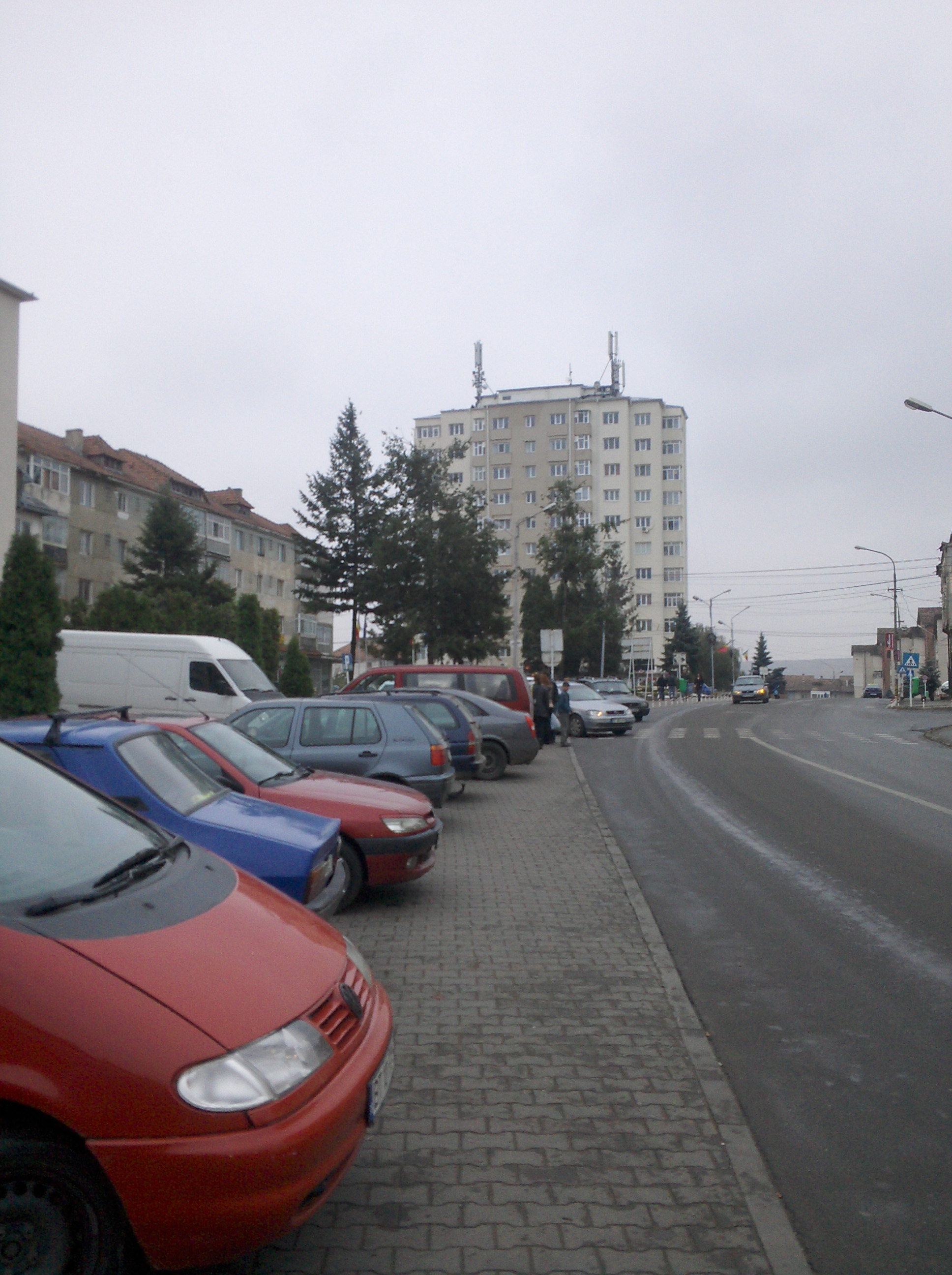
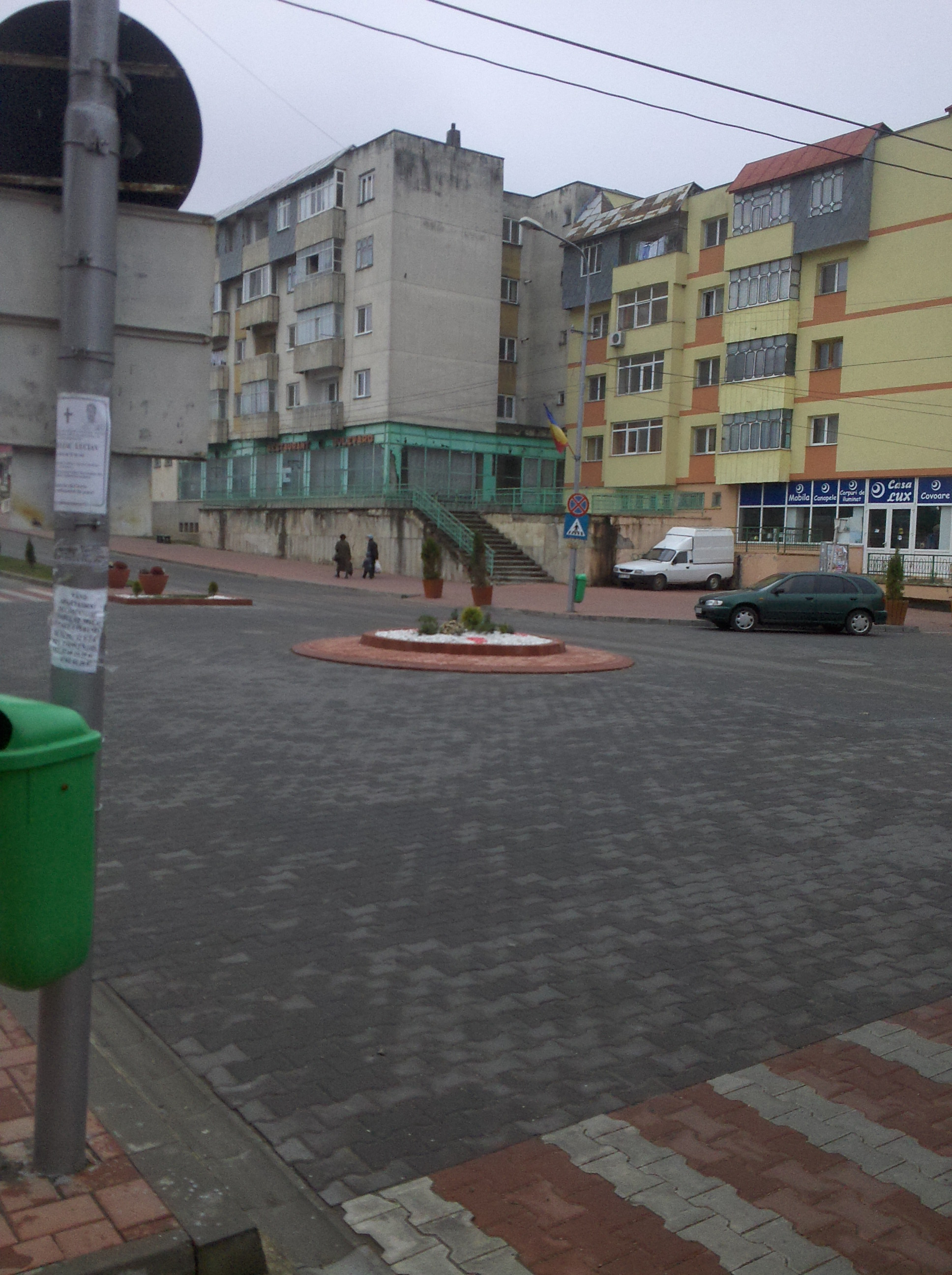
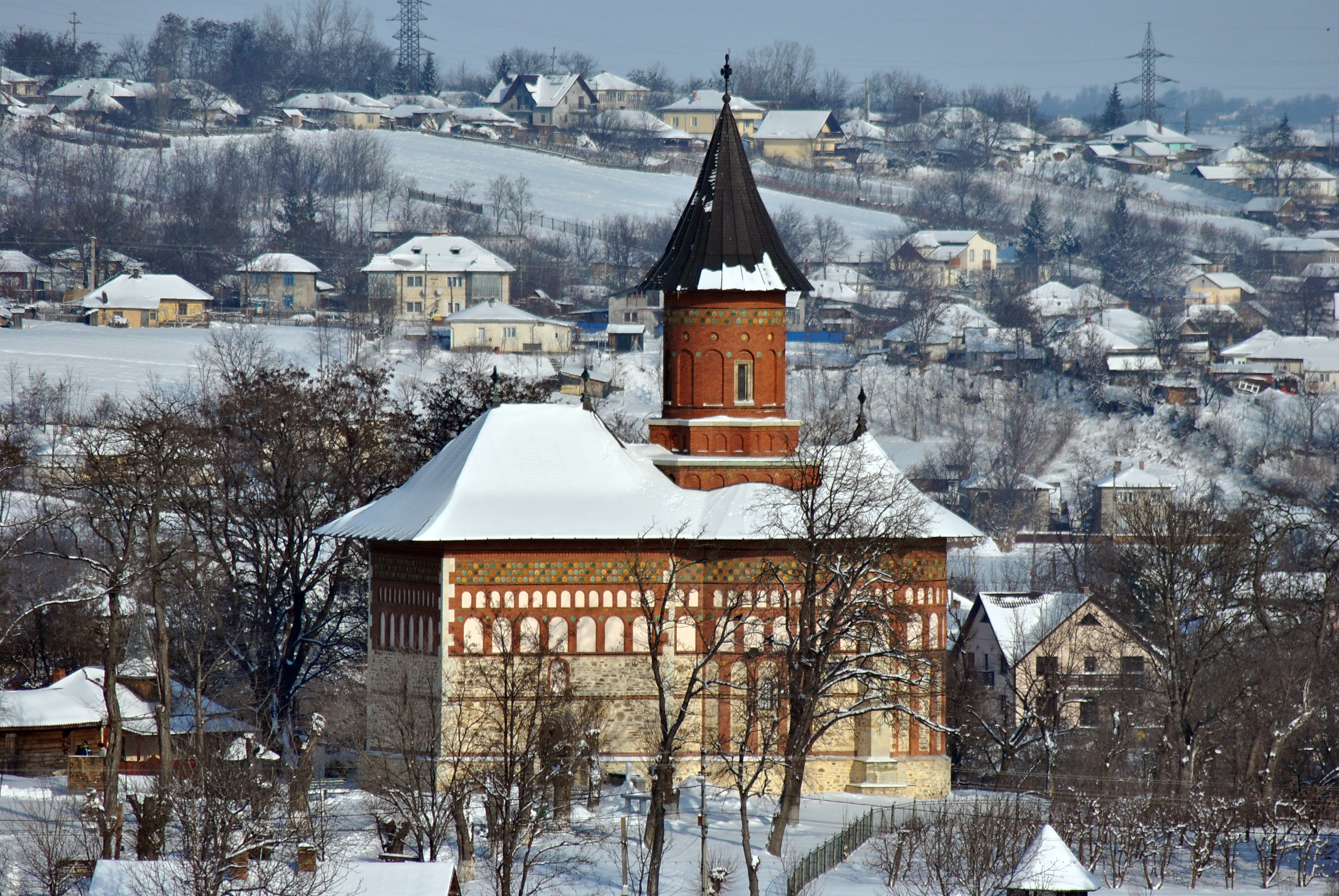
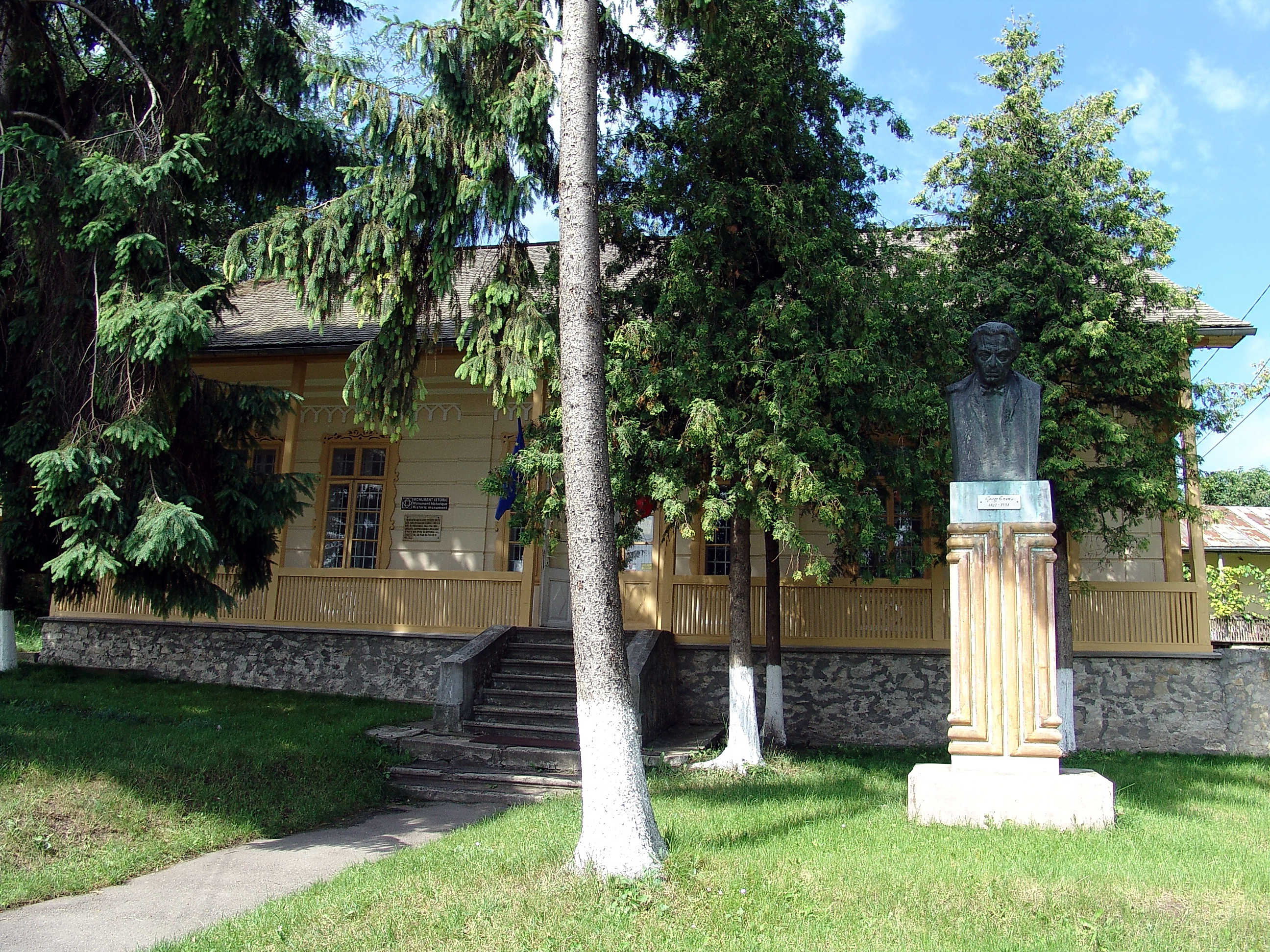
Casa "Costache Enescu" - Muzeul „George Enescu" din Dorohoi
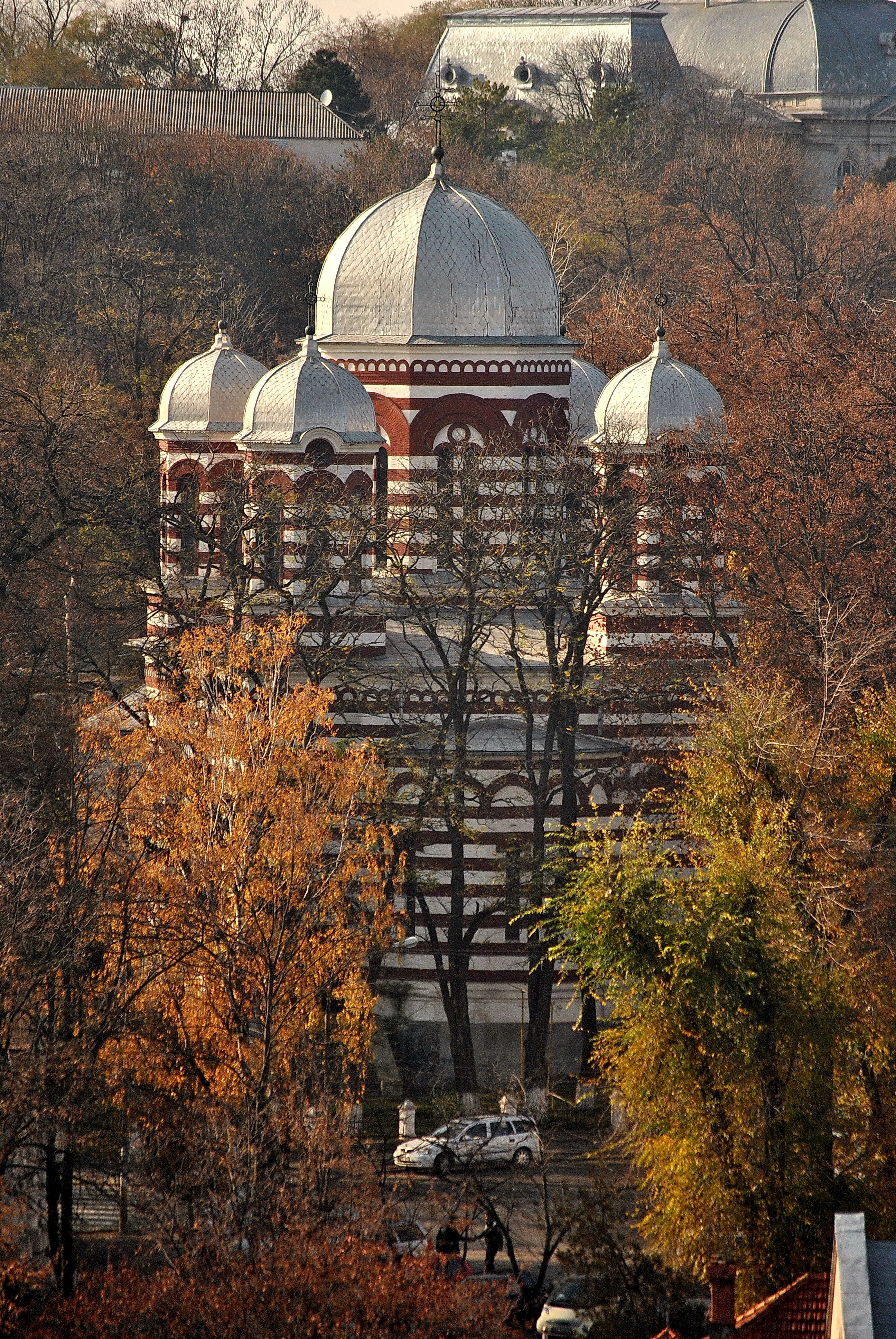
Catedrala “Adormirea Maicii Domnului” - Dorohoi
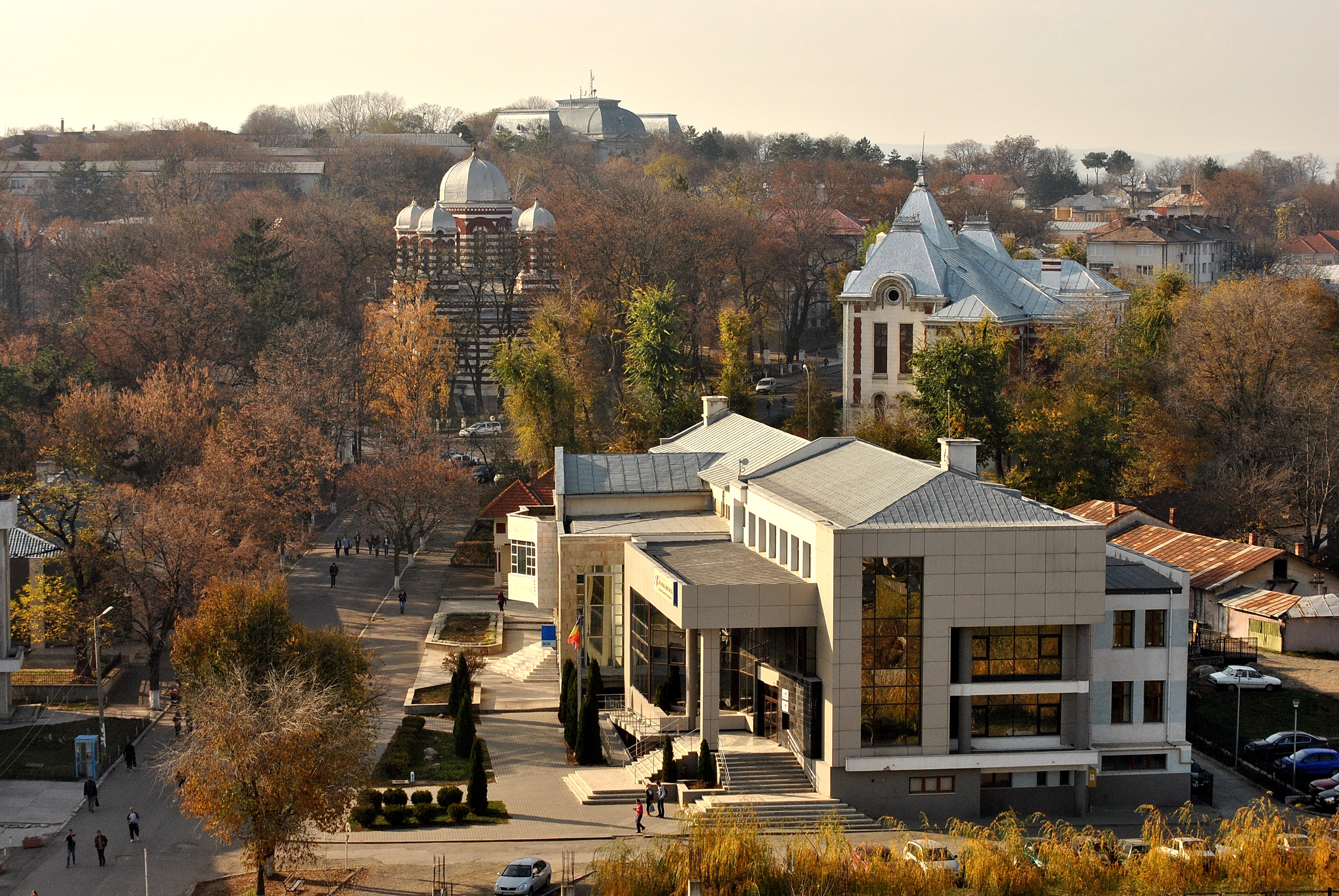
Catedrala “Adormirea Maicii Domnului” - Dorohoi (în fundal)
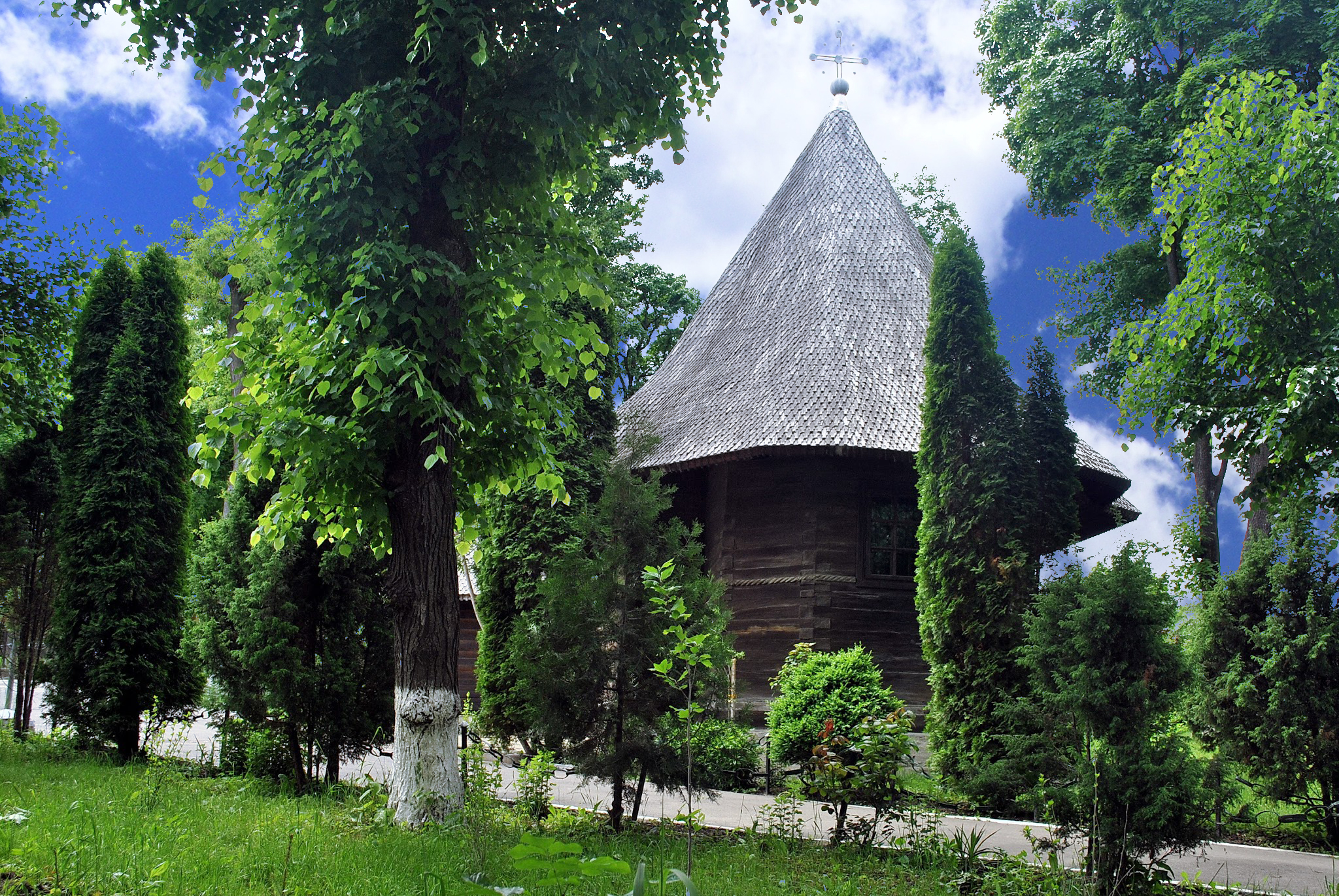
Biserica de lemn "Adormirea Maicii Domnului"
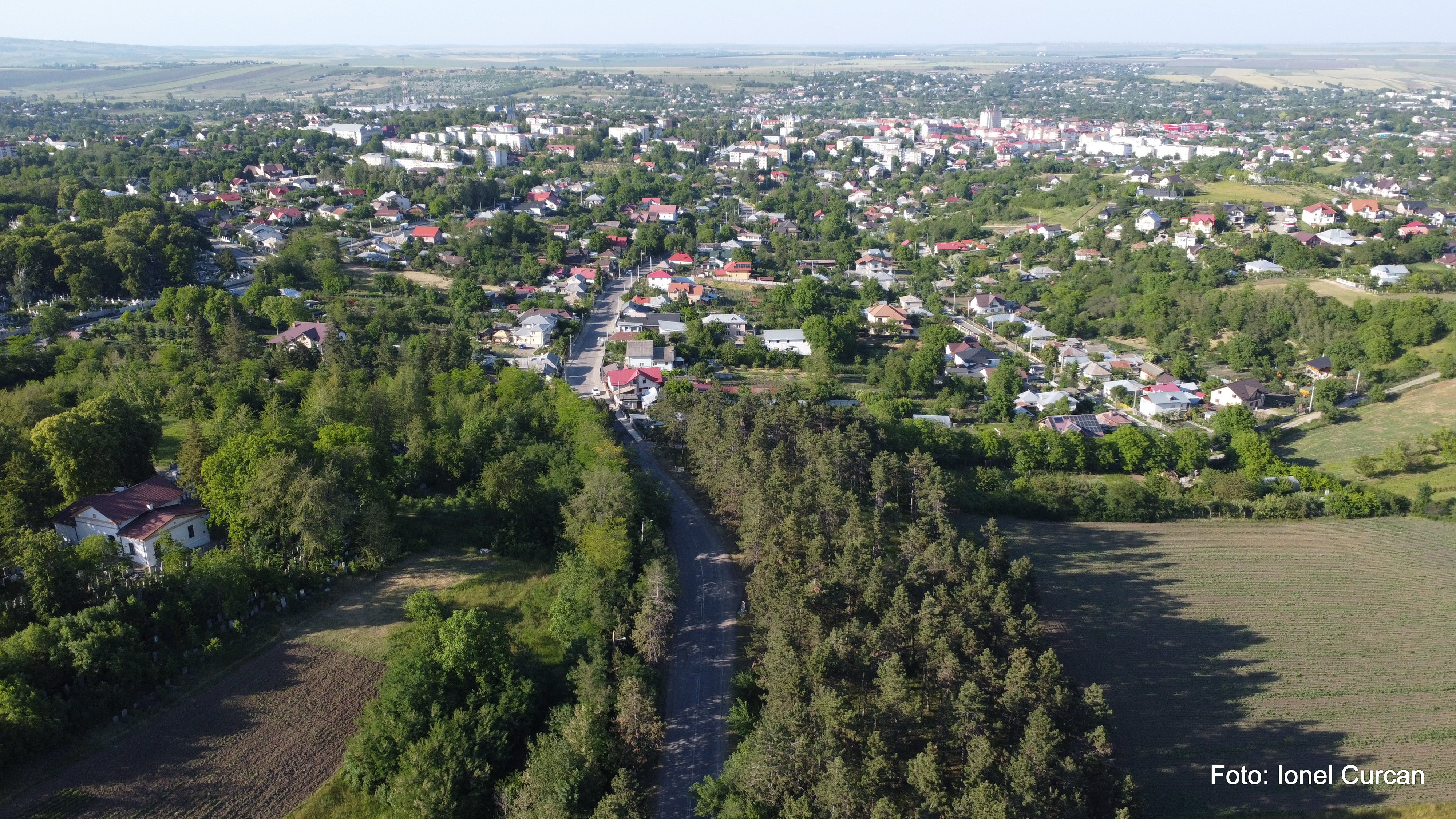
Municipiul Dorohoi, văzut de sus